# Leopold Stokowski
Leopold Stokowski, nascido Anthony Leopold Stokowski  (Londres, 18 de Abril de 1882 - Hampshire, 13 de Setembro de 1977) foi um famoso regente orquestral, bem conhecido por conduzir sem batuta.
Nos Estados Unidos, Stokowski conduziu: a Orquestra Sinfônica de Cincinnati, Orquestra da Filadélfia, Orquestra Sinfônica NBC, Filarmônica de Nova Iorque e a Sinfônica do Ar. Ele também foi o fundador da Orquestra dos Jovens Americanos, Sinfônica de Nova Iorque, Orquestra Sinfônica Hollywood Bowl e da Orquestra Sinfônica Americana. Stokowski também foi retratado em um desenho do Pernalonga de 1948 no episodio Long Haired Hare. Fez sua estreia como maestro em 1909 e apareceu em público pela última vez em 1975, mas continuou fazendo gravações até Junho de 1977, pouco antes da sua morte, com noventa e cinco anos.

## Juventude
Stokowski foi o filho de um britânico naturalizado polonês, chamado Kopernik Józef Boleslawowicz Stokowski e da iraniana Annie Marion Stokowski. Existem mistérios que rodeiam o início da sua vida. Por exemplo, ele falou com um ligeiro sotaque da Europa Oriental, embora nascido e criado em Londres. Além disso, ele deu seu ano de nascimento como 1887 em vez de 1882.
Stokowski estudou na Faculdade Real de Música, em Londres, à qual ele entrou em 1896 com treze anos, fazendo-se um dos mais jovens estudantes de lá. Mais tarde, na sua vida nos Estados Unidos ele cantou no coral da Igreja Santa Marylebone e mais tarde torna-se assistente do organista Sir Henry Walford Dabis no Templo da Igreja.
Com dezesseis anos ele foi eleito para ser membro dos Organistas do Royal College. Em 1900 ele formou o coro da Igreja Santa Maria, treinando os cantores e tocando órgão. Em 1902 foi nomeado organista e diretor do coro da Igreja St. James. Também estudou na Faculdade da Rainha (Queen's College), em Oxford, onde obteve o grau de Bacharel em Música, no ano de 1903.

## Carreira
Em 1905, Stokowski se mudou e começou a trabalhar na cidade de Nova Iorque como organista e diretor do coro da Igreja São Bartolomeu. Ele era muito popular entre os paroquianos. Mudou-se para Paris, França para um estudo adicional antes da audição para a Orquestra Sinfônica de Cincinnati. Foi concedido o cargo de diretor musical da Orquestra Sinfônica de Cincinnati, e ele começou suas funções no Outono de 1909. Nesse mesmo ano ele fez sua estreia oficial em Paris, com a Orquestra Colonne, no dia 12 de Maio de 1909, tocando, com o acompanhamento de sua esposa, a pianista Olga Samaroff, o Concerto para Piano Nº1 de Tchaikovsky. Sua estreia em Londres teve lugar na semana seguinte, no dia 18 de Maio, com a Orquestra Sinfônica do Salão da Rainha.
Stokowski teve um grande sucesso em Cincinnati, introduzindo a ideia de concertos pop e conduzindo estreias de compositores, como Edward Elgar, como por exemplo a estreia Sinfonia Nº2 de Elgar, que foi interpretada dia 24 de Novembro de 1911. No entanto, no início de 1912 ele ficou frustrado com a política da orquestra, que acabou o demitindo.
Dois meses mais tarde, Stokowski foi nomeado diretor da Orquestra da Filadélfia, fazendo sua estreia no dia 11 de Outubro de 1912. Este cargo lhe trouxe algumas das suas maiores realizações. Retornou ainda à Inglaterra para conduzir dois concertos com a Orquestra Sinfônica de Londres, uma em 22 de Maio e outra em 14 de Junho, ambos no ano de 1912.
Em 1914, foi eleito membro honorário da Orquestra Sinfônica Phi Mu Alpha, a Fraternidade Nacional dos Homens na Música.
Suas interpretações mais conhecidas com a Orquestra da Filadélfia, são as obras de Beethoven, Tchaikovsky, Bach e Brahms. Entretanto o repertório de Stokowski incluía muitas outras peças contemporâneas. Em 1916 ele conduziu a estreia nos Estados Unidos da Sinfonia Nº8 de Mahler, do Concerto para Piano Nº4, Musicas de Três Rusos, Sinfonia Nº3 e a Rapsódia de Temas de Paganini, todas de Rachmaninoff. Na década de 1920 ele fez a estreia das três umas sinfonias de Sibelius. Em 1922 ele introduziu a obra A Sagração da Primavera de Stravinsky. Ele também fez a estreia americana de Gurrelieder, uma obra de Schoenberg, em 1932.
Em 1933, introduziu os Concertos Jovens, tradição continuada até hoje.
Stokowski saiu da orquestra em 1940, retornando, porém, em 1960, como maestro convidado.
Com o contrato expirado em 1940, imediatamente formou a Orquestra Jovem Americana, com músicos de idade entre dezoito e vinte anos. Fez uma turnê na América do Sul com a orquestra em 1940, e na América do Norte, em 1941.
Durante esse período, Stokowski também se tornou maestro chefe da Orquestra Sinfônica NBC com um contrato de três anos (1941 - 1944). O maestro regular da orquestra, Arturo Toscanini, não quis conduzi-la na temporada de 1941/42, devido a gestão da NBC. Stokowski realizou muitas gravações de obras contemporâneas nesse período, dentre as quais, obras de Stravinsky, Vaughan Williams, Howard Hanson, Hovhaness, Hindemith. Toscanini voltou a orquestra como corregente, até os dois anos restantes do mandato de Stokowski.
Em 1944, sob a recomendação do prefeito Fiorello La Guardia, Stokowski ajudou a fundar a Orquestra Sinfônica de Nova Iorque, que tornaria a música acessível à classe média. Os preços dos ingressos foi fixado bem baixo e as performances em horários convenientes. Entretanto, em 1945 ele renunciou em razão de desentendimentos com a direção.
Em 1945, Stokowski fundou a Orquestra Sinfônica Hollywood Bowl. A orquestra durou dois anos até ser dissolvida para concertos ao vivo, mas não para gravações, que ocorreram até 1960. Foram gravadas obras de Tchaikovsky, Grieg, Brahms, etc.
Stokowski continuou a se apresentar em Los Angeles com frequência, com a Filarmônica de Los Angeles. Depois de 1946 tornou-se o principal maestro convidado da Filarmônica de Nova Iorque, fazendo muitas estreias com a orquestra, entre as quais a americana da Sinfonia Nº6 de Prokofiev.
Stokowski retornou a Orquestra Sinfônica NBC em 1954. O repertório incluía Beethoven, Sibelius, Tchaikovsky, Saint-Saëns e Delilah.
De 1955 até 1961 Stokowski foi diretor musical da Orquestra Sinfônica de Mustone. Algumas gravações com essa orquestra incluíram Carmina Burana de Carl Orff e obras de Gliere.
Em 1960, Stokowski conduziu Turandot de Puccini no Metropolitan Opera House, com Birgit Nilsson, Franco Corelli e Anna Moffo. Em 1962, no auge dos seus oitenta anos, fundou a Orquestra Sinfônica Americana. Foi, ademais, diretor dessa orquestra até maio de 1972, quando, aos noventa anos, voltou a morar na Inglaterra.
Ele continuou a realizar concertos em públicos por mais alguns anos, mas sua saúde debilitada o obrigou a fazer somente gravações. Uma testemunha disse que nos últimos anos ele conduzia a orquestra apenas sentado, levantando-se apenas em alguns momentos.
Sua última aparição em público ocorreu em 22 de Julho de 1975. Está sepultado no Cemitério de East Finchley.

## Vida pessoal
Stokowski casou-se três vezes.
Sua primeira esposa foi a pianista estadunidense Olga Samaroff, com quem casou em 1911, com quem ficou casado até 1923, tiveram uma filha: Sonia Stokowski, uma atriz. Sua segunda esposa foi a herdeira da Johnson & Johnson, Evangeline Love Brewster Johnson, com quem foi casado de 1926 até 1937, tiveram duas filhas: Gloria Luba Stokowski e Andrea Sadja Stokowski. Sua terceira esposa, de 1945 até 1955 foi Gloria Vanderbilt, uma atriz e designer de moda, tiveram dois filhos: Leopold Stanislaus Stokowski e Christopher Stokowski.

## Ver Também
- Columbia Presents: Native Brazilian Music – Selected and Recorded Under the Personal Supervision of Leopold Stokowski